# 도쿄 지하철 히비야선 나카메구로역 탈선 사고

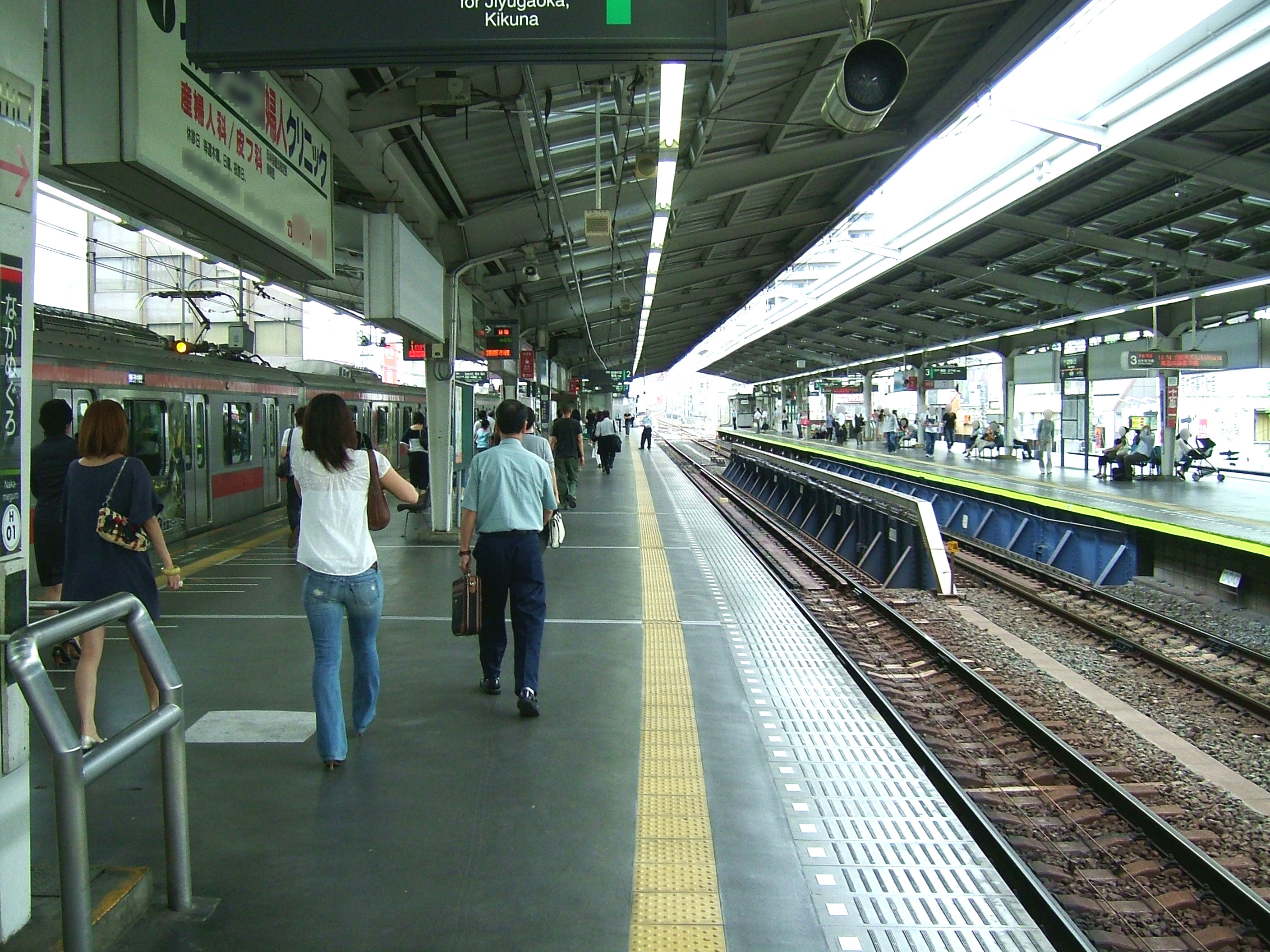
사고가 있었던 나카메구로역

도쿄 지하철 히비야 선 나카메구로 역 탈선 충돌 사고(일본어: 営団日比谷線脱線衝突事故)는 2000년 3월 8일 오전 9시 1분 무렵에 제도고속도교통영단(현 도쿄 지하철)이 운영하는 히비야 선에서 발생한 열차 탈선 사고이다. 사망 5명, 부상 64명의 인명피해를 기록했다.

## 사고 개요
히비야 선을 달리고 있던 기타센주발 도큐 도요코 선 직통 기쿠나행(영단 03계 전동차)의 최후미 차량(03-802)이 나카메구로 역 앞 급곡선에서 완화 곡선으로 꺾이는 부분에서 승상(乘上)탈선을 일으켰다. 기재선용 분기기에서부터 내밀리면서 반대 방향의 나카메구로발 도부 철도 이세사키 선 직통 다케노쓰카행(도부 20050계 전동차 모하 23852~26852)과 측면끼리 충돌하여 크게 파손되었다.

## 원인과 대책
원인으로는 차량 1대의 8개 차륜에 걸리는 중량의 불균형(윤중비)이 30%에 이렀는데도 불구하고 방치되어 있었던 것과, 사고가 일어난 지점은 반경 160m의 급커브임에도 불구하고 호륜궤도(탈선 방지용 가드 레일)가 없었던 것, 다수의 열차가 집중하여 레일도유량이 늘어나는 아침 러시아워 시간대 직후였던 것 등을 들 수 있으며 복합적 요인에 의해 발생한 사고로 보인다. 그 때문에 어느 누구에게 형사 책임을 지게 하는 일은 할 수 없다고 여겨졌다. 또한 보선 관계자 5명이 관리 한계를 넘는 선로의 이상을 방치했다고 해서 검찰에 송치되었지만, 불기소되었다.
사고 조사 검토회에서는 '완화곡선부, 저속 주행, 마찰 계수의 증가 등 복수의 요인이 복합적으로 작용한 승상탈선이다'라고 하고 있지만, 안전 확보의 관점에서 다음과 같은 견해를 보이고 있다. 즉, 사고 발생의 주원인은 윤중비의 심한 불균형, 다른 원인은 영단의 호륜궤도의 설치 기준이 극단적으로 느슨했다는 점이 사고 조사 보고서 결론의 주지이다. 이 견해를 기본으로 하여 전국의 철도 사업자에게 아래와 같은 2종 3항의 지시를 순차적으로 발령하였다.
- 반경 200m 이하 커브 출구의 캔트 체감부(완화곡선부)에 호륜궤도 설치.(2000/03/16 통지, 즉각 실시)
- 윤중비 관리수치를 10% 이내(좌우의 평균치±10%)로 한다.(2000/04 중순 윤중비 견해 보도, 5월 실시)
- '추정 탈선 계수비'라고 하는 관리치를 도입하여 기준치에 못 미치는 커브에 호륜궤도 설치 의무화.(최종보고서, 차례차례 실시)

1992년에 한조몬 선 사기누마 차량기지에서 2도의 탈선 사고를 경험한 이후 영단에서는 사내 조사를 통해 윤중비관리의 필요성이 지적되고 있었다. 현장에서는 윤중계의 설치가 요구되고 있었지만, 이것은 각하, 방치되어 한조몬 선의 차량만이 윤중조정을 그만두었다. 결과적으로 히비야 선에는 윤중비 30%를 넘는 차량이 달리게 되었다. 또한 반경 140m 이하의 커브에만 호륜궤도를 설치한다는 영단의 설치 기준은 극단적으로 낮았다. 사고 현장은 반경 160.1m인 터라 호륜궤도는 설치되어 있지 않았다.
똑같이 윤중비의 불균형이 원인인 도요코 선 요코하마 탈선사고가 이미 1986년에 발생한 적이 있기 때문에 도큐(도쿄 급행 도요코 선)는 이후 윤중비의 ±10% 이내로 조정하였고, 반경 450m 이하 전 커브에 호륜궤도 설치를 실시하고 있었다. 하지만 운수성이 모든 사업자에게 통지한 적은 없었던 데다가 영단에서도 점검은 실시되지 않았다.
이 사고에 대한 보도에서는 복수요인이 겹쳐 발생한 탈선사고였다는 점에서 국철이 '경합 탈선'이라고 설명한 츠루미 사고(1963년)와 비교되기도 했다. 또한 이 사고가 법 개정을 재촉하여 '항공·철도사고 조사위원회' 발족의 계기가 되었다.
영단 지하철의 차량 대책
이 사고를 계기로 영단 지하철에서는 2002년 이후에 생산된 차량에 대해 차체구조의 재검토와 대차 구조의 변경을 실시했다. 덧붙여 윤중은 좌우의 차륜에 걸리는 균형이며, 균형이 무너지면 탈선의 원인으로 이어지기 때문에 정기적으로 좌우의 균형을 맞출 필요가 있다.
2002년도에 생산된 한조몬 선용 08계·도자이 선용 05계 11차차(다음 년도의 12차차도 마찬가지)에서는 측면구체(차체 측면) 구조를 싱글 스킨구조에서 더블 스킨구조로 변경하는 '세미 더블 스킨구조'를 채용하여, 모두 차체 연결부의 우주(모서리기둥)에 충돌기둥을 설치하여 충돌사고 시의 안전성을 향상시켰다.
한층 더 나아가 곡선 통과 성능의 향상이나 윤중누락 방지(윤중 균형이 무너지는 것을 윤중누락이라고 한다), 윤중조정 작업의 작업성 향상(종래는 대차를 분해해서 조정했지만, 소형 잭의 사용으로 분해가 불필요하다) 등을 도모한 신형식의 대차를 채용했다.
2004년도 제조의 05계 13차차에서는 차체 전체를 더블 스킨구조로 구성하는 '올 더블 스킨구조'를 채용한 것 외에 차체우주를 강화한 더블 스킨구조의 충돌기둥을 설치하여 보다 안전성을 향상시켰다.
2006년도 제조의 유라쿠초 선·후쿠토신 선용의 10000계에서는 주행중의 진동 등으로 윤중누락이 발생하기 쉬운 볼스터리스 대차 채용을 취소하고 윤중누락이 어려운 볼스터 구조 대차를 채용하였다. 이후의 신조 차량에서는 볼스터 대차를 표준으로 채용하고 있다.(2008년도의 난보쿠 선 9000계 5차차는 세미 더블스킨 구조+볼스터 대차이다.)
도쿄 지하철이 볼스터 구조 대차로 전환한 이유로는 안전성 향상보다도 오히려 윤중 조정 작업에 시간이 걸리는 볼스터리스 대차보다 볼스터 구조 대차 쪽이 윤중 조정 작업이 용이하다는 점을 들 수있다.
또한 사고 조사 보고회에서 나온 전출륜중비 관리 지시는 대차의 이상은 동일하지만 차체 중량이 40%나 낮아지면 상대적으로 탈선 계수가 커지는 것을 수정하라는 지시이며, 최종 보고서에서도 해당 03계 대차 조향 강성이 비교 대상 차량보다 약간 컸다는 것을 데이터를 통해 지적했지만 볼스터리스 대차에 원인이 있다고 하지는 않는다.

## 그 외의 내용
나카메구로 역에서는 개업한지 얼마 안 됐던 1965년, 1992년에도 사고가 일어난 적이 있다. 전자는 이 사고와 거의 같은 곳에서 탈선한 것이며 원인은 대차의 프레임 파손으로 인한 이상이었다. 후자는 인상선에서 측면 충돌한 것이었다. 현재 사고가 난 장소 부근에는 위령비가 있다.